# Heartbreak High
Heartbreak High è una serie televisiva australiana creata da Hannah Carroll Chapman per Netflix. È il sequel dell'omonima serie australiana prodotta da Network Ten, andata in onda dal 1994 al 1999.

## Trama
Dopo il ritrovamento di una mappa contenente ogni dettaglio sulla vita sessuale degli studenti della Hartley High, coloro che risultano farne parte sono costretti a frequentare un corso di educazione sessuale (anche detto "Sexual Literacy Tutorial", seppur chiamato "sluts" dagli studenti per via dell'acronimo SLT). Le creatrici della mappa sono le ex-migliori amiche Amerie Wadia, che diviene l'emarginata della scuola dopo essersi presa tutta quanta la responsabilità sull'accaduto, e Harper McLean, che ha chiuso ogni tipo di rapporto con l'amica dopo degli avvenimenti traumatici subiti a seguito della loro partecipazione a un evento musicale durante le vacanze estive.

## Episodi
| Stagione         | Episodi | Pubblicazione Australia | Pubblicazione Italia |
| ---------------- | ------- | ----------------------- | -------------------- |
| Prima stagione   | 8       | 2022                    | 2022                 |
| Seconda stagione | 8       | 2024                    | 2024                 |

## Personaggi e interpreti

### Personaggi principali
- Amerie Wadia (stagione 1-in corso), interpretata da Ayesha Madon, doppiata da Alice Doviziani. Una delle due creatrici della mappa sessuale, verrà emarginata da tutta la scuola proprio per questo.
- Darren Rivers (stagione 1-in corso), interpretato da James Majoos, doppiato da Alberto Franco. Studente non-binary che legherà con Amerie dopo lo scandalo della mappa sessuale.
- Quinn “Quinni” Gallagher-Jones (stagione 1-in corso), interpretata da Chloé Hayden, doppiata da Giulia Luzi. Migliore amica lesbica di Darren, avrà una relazione con Sasha, con cui si aprirà a tal punto da rivelarle di essere autistica.
- Harper McLean (stagione 1-in corso), interpretata da Asher Yasbincek, doppiata da Luisa D'Aprile. Una delle due creatrici della mappa sessuale, interromperà la sua amicizia con Amerie dopo aver subito un evento traumatico a un concerto musicale.
- Malakai Mitchell (stagione 1-in corso), interpretato da Thomas Weatherall, doppiato da Mattia Gajani Billi. Un giocatore di basketball bisessuale Bundjalung, arrivato alla Hartley High a inizio anno.
- Douglas “Ca$h” Piggott (stagione 1-in corso), interpretato da Will McDonald, doppiato da Alessandro Navarino. Uno spacciatore e corriere di una tavola calda, si scoprirà essere asessuale e avrà una relazione con Darren.
- Dustin “Dusty” Reid (stagione 1-in corso), interpretato da Josh Heuston, doppiato da Andrea Carpiceci. Un musicista bisessuale legato sentimentalmente ad Harper, seppur la cosa non sia corrisposta.
- Sasha So (stagione 1-in corso), interpretata da Gemma Chua-Tran, doppiata da Veronica Cuscusa. Studentessa lesbica e aperta mentalmente, incline ad argomenti civili, quali i diritti, tanto che fa parte del gruppo scolastico di diritti civili.
- Spencer “Spider” White (stagione 1-in corso), interpretato da Bryn Chapman-Parish, doppiato da Giacomo Doni. Giocatore di basketball che si innamorerà di Amerie, seppur i due sembrino odiarsi all'inizio dell'anno scolastico.
- Missy Beckett (stagione 1-in corso), interpretata da Sherry-Lee Watson, doppiata da Sara Giacopello. Amica di Harper e Sasha, con quest'ultima ha anche avuto una relazione, nonostante non sia andata a buon termine hanno conservato un bel rapporto.
- Anthony “Ant” Vaughn (stagione 1-in corso), interpretato da Brodie Townsend, doppiato da Alessio Ward. Amico di Spencer e Malakai.
- Josephine “Jojo” Obah (stagione 1-in corso), interpretata da Chika Ikogwe, doppiata da Vanina Marini. Insegnante di educazione sessuale della Hartley High.
- Stacy "Woodsy" Woods (stagione 1-in corso), interpretata da Rachel House, doppiata da Anna Cugini. Preside della Hartley High.
- Rowan Callaghan (stagione 2-in corso), interpretato da Sam Rechner, doppiato da Alessio Celsa. È il nuovo arrivato alla Hartley High. Ragazzo molto misterioso, che intraprende una relazione prima con Malakai, e poi con Amerie, per la quale sembra nutrire un’ossessione.
- Zoe Clarke (stagione 2-in corso), interpretata da Kartanya Maynara. È la cugina di Missy e Malakai. Una ragazza che ha fatto voto di astenersi dal sesso.
- Timothy Voss (stagione 2), interpretato da Angus Sampson, doppiato da Daniele De Lisi. È il professore di educazione fisica, che incita i ragazzi a diventare veri uomini alfa.

### Personaggi secondari
- Nan (stagione 1-in corso), interpretata da Maggie Dence. Nonna di Douglas “Ca$h” Piggott.
- Signor Crabb (stagione 1-in corso), interpretato da Paul Caesar.
- Huma (stagione 1-in corso), interpretata da Sandy Sharma.
- Signora Vaughn (stagione 1-in corso), interpretata da Natascha Borg. Madre di Anthony “Ant” Vaughn.
- Meredith (stagione 1-in corso), interpretata da Fay Du Chateau.
- Peter Rivers (stagione 1), interpretato da Scott Major. Padre di Darren, riprende il suo ruolo dalla serie originale.

## Produzione
La creazione della serie venne annunciata nel dicembre 2020 e le riprese sono iniziate quasi un anno dopo, nel novembre 2021. La serie è stata girata principalmente nelle periferie di Marouba e Matraville, nel New South Wales, tra la fine del 2021 e i primi mesi del 2022.
Dopo poco più di un mese dalla pubblicazione sulla piattaforma della prima stagione, il 19 ottobre 2022 la serie viene rinnovata per una seconda stagione.

## Distribuzione
Il primo trailer è stato rilasciato il 2 agosto 2022, mentre la prima stagione è stata pubblicata interamente sulla piattaforma il 14 settembre dello stesso anno.
Il 21 marzo 2024 viene rilasciato il trailer della seconda stagione, la quale uscita è prevista per l'11 aprile dello stesso anno.

## Accoglienza
La serie ha debuttato al sesto posto nella Top 10 dei titoli inglesi più visti su Netflix nella settimana dal 19 al 25 settembre con un totale di 18.25 milioni di ore viste. La settimana successiva (dal 25 settembre al 2 ottobre) è salita al quinto posto, raggiungendo le 33.13 milioni di ore viste. È rimasta in classifica anche durante la terza settimana dalla pubblicazione (dal 2 al 9 ottobre), seppur sia scesa all'ottava posizione con un totale complessivo di 42.61 milioni di ore viste.
Il sito di critica seriale Rotten Tomatoes ha dato alla serie un'approvazione del 100%, con una media di 7.3/10, sulla base di nove critici. Il 15 ottobre 2022, sul sito di recensioni cinematografiche IMDb, la serie ha ottenuto una media di 7.7 /10. Lo show ha ricevuto molti complimenti per la rappresentazione data alla diversità etnica, alla sessualità, all'identità di genere e all'autismo, alla realtà con la quale hanno raccontato il periodo dell'adolescenza, per concludere con i costumi e la fotografia. È stato anche positivamente paragonato ad altre serie televisive che si sono cimentate nelle stesse identiche tematiche, come Euphoria, Never Have I Ever, Sex Education ed Elite. Il web online Collider ha nominato la serie uno dei migliori nuovi show del 2022.
A livello di premi, la serie ha ricevuto 15 nominations agli AACTA Award 2022, inclusa quella di Best Drama Series, vincendone sei.

## Riconoscimenti
2023 - GLAAD Media Awards
- Candidatura come miglior nuova serie televisiva

2023 - AACTA Award
- Candidatura come miglior serie drammatica
- Candidatura come miglior attore di supporto in una serie drammatica a Thomas Weatherall

2022 - AACTA Award
- Premio come miglior attore di supporto in una serie drammatica a Thomas Weatherall
- Premio come miglior sceneggiatura a Hannah Carroll Chapman per l'episodio "Map Bitch"
- Premio come miglior design di costumi a Rita Carmody per l'episodio "Map Bitch"
- Premio del pubblico come miglior serie televisiva
- Premio del pubblico come miglior attore a Bryn Chapman-Parish
- Premio del pubblico come miglior attrice a Chloe Hayden
- Candidatura come miglior serie drammatica
- Candidatura come miglior attore protagonista in una serie drammatica a James Majoos
- Candidatura come miglior direzione per una serie drammatica o commedia a Gracie Otto
- Candidatura come miglior cinematografia a Simon Ozolins per l'episodio "Map Bitch"
- Candidatura come miglior design di produzione a Marni Kornhauser per l'episodio "Map Bitch"
- Candidatura come miglior casting ad Amanda Mitchell
- Candidatura del pubblico come miglior attore a Thomas Weatherall
- Candidatura del pubblico come miglior attrice ad Ayesha Madon
- Candidatura del pubblico come miglior attrice ad Asher Yasbincek

2022 - Casting Guild of Australia Awards
- Premio al miglior casting per Amanda Mitchell